# منتخب بروناي لكرة القاعدة
منتخب بروناي لكرة القاعدة (بالإنجليزية: Brunei national baseball team)‏ هو ممثل بروناي الرسمي في المنافسات الدولية في كرة القاعدة
.